# Deon van der Walt
Deon van der Walt (Fokváros, 1958. július 28. – Paarl, Dél-afrikai Köztársaság, 2005. november 29.) afrikáner operaénekes (tenor) és borász.

## Élete
Ősei 1727-ben vándoroltak be Dél-Afrikába. Gyermekként a Drakensbergi Fiúkórusban énekelt. A Stellenboschi Egyetemen tanult ének- és zongoraszakon. Még diákként, a CAPAB Opera (ma Fokvárosi Opera) Fidelio-előadásán debütált Jacquinoként 1981-ben. Ebben az évben győztes volt a salzburgi nemzetközi Mozart-versenyen. Továbbtanult a Mozarteumban, majd az 1982–83-as évadban a müncheni opera stúdiójának volt növendéke. Első „teljes jogú” tagsága 1983–84-ben a gelsenkircheni Theater im Revierhez kötötte. 1985-ben a Stuttgarti Opera szólistája lett. Ugyanekkor indult be világkarrierje, egy vendégszerepléssel a Covent Gardenben. 1986-ban lépett föl először a Zürichi Operában, ahol a következő évtől élete végéig tag volt. Ekkortól volt rendszeres résztvevője a Salzburgi Ünnepi Játékoknak. 1990-ben mutatkozott be a Metropolitanben. 1991-ben Solti György vezényelte első fellépésén a La Scalában
Pályája elején repertoárja zömmel Mozart- és bel canto-szerepekből állt, később bővítette francia és német romantikus operákkal. Leggyakoribb tenorszólistája volt Nikolaus Harnoncourt opera- és oratóriumprodukcióinak. Dalénekesként is megbecsült volt.
1988-ban mintegy húsz hektár földterületet vásárolt Nyugati Fokföld tartományban, amit merlot, cabernet sauvignon és cabernet franc szőlővel telepített be. Első borát 1993-ban (a Szöktetés a szerájból egyik számából vett) Vivat Bacchus névvel dobta piacra. Italai eljutottak a világ vezető operaházainak éttermeibe, büféibe is.
Gazdasága vezetését szüleire bízta, amiből sok családi konfliktusa adódott. Egy vita hevében a birtokon lévő házukban apja lelőtte az énekest, majd magával is végzett.

## Szerepei
| - Beethoven: Fidelio – Jacquino - Berlioz: Faust elkárhozása – Faust - Donizetti: Az ezred lánya – Tonio - Donizetti: Linda di Chamounix – Charles - Gluck: Orfeusz és Eurüdiké – Orfeusz - Gluck: Iphigénia Tauriszban – Piládész - Gounod: Romeo és Júlia – Romeo - Massenet: Manon – Des Grieux lovag - Mozart: Idomeneusz, Kréta királya – Idomeneusz - Mozart: Szöktetés a szerájból – Belmonte - Mozart: Don Juan – Don Ottavio - Mozart: Così fan tutte – Ferrando - Mozart: A varázsfuvola – Tamino | - Mozart: Titus kegyessége – Titus - Offenbach: A gerolsteini nagyhercegnő – Pál herceg - Offenbach: A szép Heléna – Párisz - Offenbach: La Périchole – Piquillo - Rossini: A sevillai borbély – Almaviva gróf - Rossini: Olasz nő Algírban – Lindoro - Rossini: Hamupipőke – Don Ramiro - Othmar Schoeck: Massimilla Doni – Faun - Schubert: Fierrabras – Eginhart - Schumann: Genoveva – Golo - Richard Strauss: Az egyiptomi Heléna – Da-Ud - Wagner: A nürnbergi mesterdalnokok – David |